# Коцюбинська сільська громада
Коцюбинська сільська громада — колишня об'єднана територіальна громада в Україні, у Гусятинському районі Тернопільської области. Адміністративний центр — с. Коцюбинці.
Площа громади — 44,3 км², населення — 2780 осіб (2015).
Утворена 13 вересня 2016 року шляхом об'єднання Жабинецької та Коцюбинської сільських рад Гусятинського району.
12 червня 2020 року громада була ліквідована і увійшла до Васильковецької сільської громади.

## Населені пункти
До складу громади входили 3 села:
- Жабинці
- Коцюбинці
- Чагарі